# Thomas Windsor, 1. Viscount Windsor
Thomas Windsor, 1. Viscount Windsor (* 1669; † 8. Juni 1738) war ein britischer Adliger, Politiker und General.

## Leben
Er war ein jüngerer Sohn des Thomas Windsor, 1. Earl of Plymouth, aus dessen zweiter Ehe mit Ursula Widdrington.
Von 1685 bis 1687 war er als Abgeordneter für Droitwich Mitglied des englischen House of Commons. 1695 kandidierte er erfolglos als Abgeordneter für Reigate, 1698 für Evesham. Am 28. August 1703 heiratete er Lady Charlotte Herbert (um 1676–1733), Witwe des John Jeffreys, 2. Baron Jeffreys (1673–1702), Tochter des Philip Herbert, 7. Earl of Pembroke. Seine Gattin brachte umfangreichen Landbesitz in Monmouthshire, Glamorganshire und Sussex mit in die Ehe, der mit entsprechenden Stimmrechten bei den Unterhauswahlen verbunden war und ihm im britischen House of Commons 1705 bis 1708 einen Abgeordnetensitz für Bramber und 1708 bis 1711 für Monmouth ermöglichte.
Parallel zu seiner politischen Karriere schlug er eine Militärlaufbahn ein. Er trat 1685 als Cornet in ein Kavallerieregiment ein, wurde 1687 zum Captain, 1690 zum Lieutenant-Colonel und 1694 zum Colonel befördert. Er kämpfte ab 1689 im Pfälzischen Erbfolgekrieg in Flandern an der Seite König Wilhelms III., unter dem er von 1692 bis 1702 auch das Hofamt eines Groom of the Bedchamber für König Wilhelm III. innehatte. Im August 1695 wurde er während eines Gefechtes in Flandern schwer am Kopf verwundet. Nachdem 1697 nach dem Frieden von Rijswijk sein Regiment aufgelöst und er auf Halbsold gestellt worden war, wurde er am 19. Juni 1699 zum erblichen Viscount Windsor, of Blackcastle, erhoben. Die Verleihung erfolgte in der Peerage of Ireland, damit er weiterhin für das englische House of Commons kandidieren konnte. Nach Ausbruch des Spanischen Erbfolgekriegs wurde er 1702 zum Brigadier-General befördert und erhielt das Kommando über ein Dragoner-Regiment in Irland. 1704 wurde er Major-General und 1707 Lieutenant-General. Von 1712 bis 1717 amtierte er als Colonel des 4th Regiment of Horse.
Am 31. Dezember 1711 wurde ihm in der Peerage of Great Britain der Titel Baron Mountjoy, in the Isle of Wight, verliehen, wodurch er aus dem House of Commons ausschied und einen Sitz im britischen House of Lords erhielt.
Aus seiner Ehe mit Lady Charlotte Herbert hatte er einen Sohn und vier Töchter:
- Herbert Windsor, 2. Viscount Windsor (1707–1758) ⚭ 1735 Alice Clavering;
- Hon. Ursula Windsor ⚭ 1736 John Wadman;
- Hon. Charlotte Windsor ⚭ 1736 John Kent;
- Hon. Catharine Windsor (1716–1742) ⚭ Mattheus Estevenon (1715–1797), niederländischer Botschafter in Paris;
- weitere Tochter († jung).